# Вещественный анализ
Вещественный анализ (теория функций вещественной переменной) — раздел математического анализа, изучающий вопросы представления и приближения функций, их локальные и глобальные свойства. При этом, в отличие от классического дифференциального и интегрального исчисления, вещественный анализ опирается на теорию множеств и теорию меры, широко использует их понятия и методы, что позволило значительно обобщить классические результаты, дать им строгое обоснование и получить новые результаты.
Классический анализ XVII—XIX веков в основном ограничивался исследованием гладких или кусочно-гладких функций. Во второй половине XIX века выяснилось, что практический интерес представляют и более общие классы функций; выяснилось также, что казавшиеся интуитивно очевидными такие понятия, как непрерывность, длина кривой или площадь поверхности, требуют более строгого определения. Проблема была решена с появлением меры Лебега и теоретико-множественного подхода к понятию функции как бинарному отношению. Новый фундамент анализа позволил сохранить все накопленные ранее знания (хотя часть формулировок пришлось уточнить) и доказать ряд новых глубоких теорем, таких как лемма Гейне — Бореля, теорема Асколи — Арцела, теорема Вейерштрасса — Стоуна, лемма Фату, теорема Лебега о мажорируемой сходимости и многие другие.
Вещественный анализ тесно связан с такими разделами математики, как геометрия, линейная алгебра, функциональный анализ, топология.
В состав направления входят различные подразделы, среди которых как основные можно выделить три — дескриптивная теория функций, метрическая теория функций и конструктивная теория функций.
В дескриптивной теории функций изучаются общие свойства классов функций, полученных в результате предельных переходов. В этом подразделе, в частности, были открыты классы функций Бэра, тесно связанные с классификацией борелевских множеств.
Метрическая теория функций изучает свойства функций на основе понятия лебеговой меры множества (введённой Анри Лебегом в 1902 году) и теории интеграла Лебега. Кроме функций, здесь изучаются свойства производных, интегралов, функциональных рядов, строится общая теорию суммирования рядов и последовательностей. Место гладких функций заняли гораздо более широкие классы измеримых, суммируемых и обобщённых функций.
Конструктивная теория функций занимается вопросами приближения функций, например, многочленами — заменой по определённым правилам функций на близкие по значениям заданной с целью упростить для удобства вычислений, сгладить, восстановить функциональную зависимость по экспериментальным данным.